# Jean-Marie Chassaignon
Jean-Marie Chassaignon, né à Lyon le 7 décembre 1743 mort à Thoissey le 19 février 1796, est un écrivain et penseur lyonnais proche du mouvement illuministe.

## Biographie
Chassaignon naît à Lyon en 1743, de parents épiciers. Il étudie dans un collège de Jésuites, mais fugue pour gagner Genève. Il est arrêté alors qu’il vagabonde, mais réussit à s’échapper de plusieurs institutions religieuses dans lesquelles il est placé. Il revient à Lyon quelque temps mais est forcé de s’exiler en Savoie à la suite d'un pamphlet contre un mauvais prêtre et un magistrat adultère. Il fréquente des cercles littéraires et philosophiques à Paris dans les années 1780, et suit de près les événements révolutionnaires. D’abord favorable à la Révolution, il en dénonce bientôt vivement la violence. 

## Œuvre
Chassaignon est un écrivain peu connu du tournant des Lumières, dont l'écriture, parfois qualifiée de « frénétique » est caractéristique du style énergique de la fin du XVIIIe siècle, tel que le décrit Michel Delon. Se peignant à la fois en philosophe sensible et en poète tourmenté « par une excessive énergie », il est une figure mélancolique annonciatrice du héros romantique. 
Considéré comme « mystique et instable », Chassaignon participe au mouvement illuministe lyonnais et fréquente des philosophes comme Saint-Martin et Mesmer. Il publie une œuvre singulière et étrange, à la fois poétique, philosophico-mystique et érudite, non-rééditée. Le titre complet de son ouvrage le plus important témoigne à lui seul des excès de sa pensée et de son écriture : Cataractes de l'imagination, déluge de la scribomanie, vomissement littéraire, hémorragie encyclopédique, monstre des monstres par Épiménide l'Inspiré dans l'antre de Trophonius au pays des Visions (1779). La période révolutionnaire lui inspire une violente condamnation du gouvernement jacobin (Les Nudités ou les Crimes du peuple, 1792).

## Pour approfondir